# La Ventrouze
La Ventrouze è un comune francese di 134 abitanti situato nel dipartimento dell'Orne nella regione della Normandia.

## Società

### Evoluzione demografica
Abitanti censiti